# 沈鑒治
沈鑒治（1929年—2019年3月20日），筆名孔在齊，香港《信報財經新聞》前總編輯、資深樂評人兼作家。《信報》《信報財經月刊》專欄作家。
沈鑒治生於上海租界，因日軍侵華，1938年隨家人避戰至香港，就讀嶺東中學附屬小學，中學就讀拔萃男書院。太平洋戰爭爆發，香港淪陷，隨父母返回上海。1949年畢業於上海聖約翰大學，後即到香港在商行工作，同時進修多國語言和文藝知識。
1956年沈鑒治加入麗的呼聲電台任職節目編導，並兼責麗的映聲電視台的籌備工作。1957年5月29日麗的映聲啟播，其後，電視節目監督辭職，沈鑒治獲晉升署理電視節目監督，署理期三個月。署理期滿，沈鑒治獲告知升任電視節目監督但這職位仍舊有三個月試用期，沈鑒治不能接受要再度被試用因而辭職。之後沈鑒治加入新新電影企業任職經理兼編導及導演，後來轉投鳳凰影業任導演。
文化大革命爆發後沈鑒治離開電影界，1966年轉任香港政府，參與籌建香港生產力促進局，1968年被派駐日本東京任職於亞洲生產力組織（APO）。在日本工作期間，經八年研讀，先取得工商管理碩士，再於1983年取得國際經濟學博士學位，其博士論文以最佳論文名列院長榮譽名錄。
1986年返香港，擔任《信報》總編輯。1996年退休赴美國定居。
2019年3月20日於美國三藩市史丹福醫院逝世，終年90歲。2019年4月14日，香港電影金像獎協會於第38屆香港電影金像獎頒獎典禮中向沈鑒治連同其他已故電影人致敬。

## 家庭
沈鑒治父親沈鴻來是清華學堂（清華大學前身）畢業後保送到美國深造的留學生，獲學士學位後在芝加哥大學修讀研究院，之後回國以教書為業；母親為古琴演奏家蔡德允。
妻子袁經楣，在香港及外國從事音樂教育多年，兩人育有一子（慕韶）一女（慕絜）。岳父是香港長城電影製片公司總經理暨製片導演、新新電影企業創辦人袁仰安，小姨為香港芭蕾舞蹈家毛妹。
沈鑒治表姨丈是作曲家、音樂教育家黃自，沈鑒治五歲曾隨他學鋼琴。

## 電視和電影經歷（1956—1966）
1953年開始沈鑒治工餘在《大公報》以筆名邵治明，與筆名姚嘉衣的查良鏞輪流寫影評。香港曾上影一部法國電影，以女主角有裸露鏡頭引起轟動，於是片商推出她另一部電影並邀請她來香港為電影做宣傳，法國領事館還為她在外國記者俱樂部開酒會。《大公報》社長費彝民以精通法文獲邀為上賓出席酒會，沈鑒治以會法文以影評人身份陪同出席，酒會上認識了一位德國領事。幾天之後，沈鑒治忽然接獲麗的呼聲一位女秘書來電，說是節目總監要約見他。會面當日，節目總監說是從德國領事那裡知道沈鑒治，並知道他曾在英國所以對電視有認識，節目總監說麗的呼聲有意在香港創辦有線電視，但香港無華人有辦電視節目的經驗，問沈鑒治可有興趣加入籌辦有線電視，在來自英國的電視節目主管帶領下，擔任其副手負責中英雙語的節目。
如此，1956年沈鑒治加入香港的唯一有線電台麗的呼聲，任職節目編導（Programme Producer），並兼責參與有線電視麗的映聲的籌備工作，試用三個月，期滿後職銜是節目副監督（Assistant Vision Programme Supervisor）。1957年5月29日，沈鑒治擔任麗的映聲啟播儀式司儀，其後，電視節目監督（Vision Programme Supervisor）辭職，沈鑒治獲晉升署理電視節目監督（Acting Vision Programme Supervisor），主管麗的映聲的全部節目，署理期三個月，期滿後調整薪金。署理期滿，沈鑒治獲告知升任電視節目監督，但這職位仍舊有三個月試用期，期滿後才調整薪金。沈鑒治一開始就參與籌備電視節目，後來更幾乎獨撐大局，有這工作表現還要再被試用，沈鑒治不能接受因而辭職。
同年其岳父袁仰安離開長城電影製片，另組新新電影企業，沈鑒治加入新新影業任職經理兼編導，其後更兼任導演。新新公司結束後，1962年沈鑒治轉投鳳凰影業，簽兩年合同，每年導演三部電影，導演了《千里姻緣一線牽》、《椰林雙姝》、《烽火孤雛》等電影。此外，沈鑒治為南方影業公司翻譯越劇電影《紅樓夢》的英文字幕，獲電影界讚賞。
1965年春，香港開始感到國內政治氣候變化，主要是大陸報章言論嚴厲，電影界的導演和主角常常要去聽新華社高層報告，大家聽完知道毛澤東正在發動文化大革命。沈鑒治對這些政治言論及行動變化不以為然，打算另謀出路。其時鳳凰影業導演朱石麟提出他寫的古裝喜劇《偷龍轉鳳》，沈鑒治急於要在六月底合約到期前再拍一部電影就離開鳳凰，自薦獲接納執導。《偷龍轉鳳》完成後，沈鑒治辭職改行了（朱石麟後遭江青批判，因此《偷龍轉鳳》沒有發行而被毀了。）

## 轉任政府、派駐東京（1966—1986）
文革爆發，沈鑒治離開電影界，某日看到報章廣告，工商署香港臨時生產力促進局招聘 Programme Officer，沈鑒治申請獲錄用為 Information Officer，職級相當於貿易主任，1966年10月1日開始上班，負責聯絡香港工業界，推廣生產力運動，向管理人員和工人灌輸改善操作方式、提高效率的工作方法、工具設計等等，並協助香港生產力促進局籌組成為法定組織。該局除策劃促進香港的生產力外，亦以國家生產力組織身份參與名叫亞洲生產力組織（APO）的國際機構。1967年4月1日，香港生產力促進局正式成立。
1968年夏，沈鑒治被派往設於日本東京的 APO工作，擔任 APO秘書處二把手，負責聯絡會員國，組織理事會年會，在秘書長外出時署理其職務。派駐日本原初任期是18個月，於1969年底完成亞洲生產力年會的籌備工作之後，便回到香港生產力促進局復職，結果沈鑒治一家在日本生活和工作了18年。

## 報館生涯（1986—1996）
受《信報》林行止邀請，1986年3月尾返香港，在香港「九七倒數」的十年期間擔任《信報》總編輯。1996年退休赴美國加州定居。
認識林行止夫婦及《信報》，以至後來林氏禮聘他回港當《信報》總編輯，沈鑒治自言緣起自其老朋友詩人戴天的一餐飯局。多年前任職美國新聞處的戴天，某日忽然寄來一冊約翰·葛蘭特寫的《Drucker: The Man Who Invented The Corporate Society》（簡稱「《杜魯克傳》」）請沈鑒治譯成中文。沈譯成後把手稿郵寄給戴之後不久，公幹途經香港，戴天約飯，座上有林氏夫婦，據介紹林是《信報》創辦人並《政經短評》作者。其時沈鑒治不知《信報》，後翻閱《信報月刊》見有經濟理論文章，覺得在香港算是難得。此時戴天說待譯好的《杜魯克傳》出版時《信月》有意轉載其中的前言，沈鑒治同意，並同意返日本後供稿《信月》。此後，沈鑒治不定期寄文章予《信月》刊登，同時常與林行止會面成了朋友。後來沈鑒治的文章被冠以「沈鑒治專欄」版頭，沈鑒治開始變成每週供稿。有一天，沈鑒治收到林行止來信，邀他到《信報》擔任總編輯。沈猶豫過後，最後決定辭去APO的職務，回香港當總編輯。由林行止邀請，到沈鑒治於1986年4月1日上班，中間經過大約四年。
林行止邀請沈鑒治加入《信報》，沈鑒治向來以為是因戴天那次飯局而起，查實不然。林行止為《沈鑒治回憶錄》（2011年）作序，說在那次飯局之前，妻子駱友梅與他談論香港人才，已多次提及她初出道當電視外勤記者時採訪過時在生產力促進局任事的沈鑒治，認為沈儀表談吐語言能力文筆俱佳，且林讀過沈譯的《杜魯克傳》及他替《信報》寫的「日本通訊」，知他多才多藝正是報刊最佳的編輯人選。
沈鑒治1986年加入《信報》，那年開始香港處於「九七倒數」期，因香港問題而起的中英談判爭拗方酣，其後大局底定，香港幾經波折然後於1997年回歸。
1996年沈鑒治第二個五年工作合約期滿，由於和妻子有美國的永久居留權（俗稱「綠卡」），決定到美國定居。有「綠卡」是因為在日本工作時孩子都去了美國唸大學，沈鑒治夫婦當時不想再回香港，便在日本申請移民美國，後來回到香港工作，那個移民申請久沒消息，卻於沈快要退休時忽然獲批，且要在限期內入境美國，兩夫婦當時覺得可以多一個選擇，便飛到美國拿到了身份。至於決定移民美國，最主要則是1989年發生的「六四事件」對沈打擊很大，無奈作出的選擇。

## 電影製作、著作

### 製片
- 《雙喜臨門》（1959）
- 《迷人的假期》（1959）
- 《名醫與紅伶》（1960）
- 《漁光戀》（1960）
- 《一夜難忘》（1961）
- 《浪子雙娃》（1962）
- 《鍍金世界》（1962）
- 《十夜柔情》（1962）

### 導演
新新電影企業
- 《雙喜臨門》（1959）
- 《追車記》（1962）
- 《鍍金世界》（1962）
- 《珍珠、魔鬼、火》（1964）

鳳凰影業公司
- 《千里姻緣一線牽》（1963）
- 《椰林雙姝》（1965）
- 《天才夢》（1966）
- 《烽火孤雛》（1967，原名《烽火孤鴻》，因有粵語片同名而改名）

### 編劇
- 《十夜柔情》（1962）
- 《千里姻緣一線牽》（1963）

### 英文著作
- 《Better Human Relations》日本，1969
- 《Productivity and the Multiplier Factor》1972
- 《Productivity Measurement and Analysis》日本，1984

### 中文著作
- 《樂迷對話》1967年出版
- 《中國經濟論文集》1989年出版
- 《我看日本》1990年出版
- 《政經縱橫》1994年出版
- 《樂樂集 I、II、III、IV》1996年—2002年出版
- 《樂樂新集》CD-ROM，2005年出版
- 《樂集文 卷一——你傲慢、我偏見》2006年出版
- 《樂集文 卷二——啊呀、好厲害的女人》2007年出版
- 《顧曲集——京劇名伶藝術譚》2010年出版
- 《君子以經綸——沈鑒治回憶錄》2011年出版

### 中文譯作
- 《杜魯克：開創企業社會的人》1984年在香港出版，1985年由美國駐華大使館在北京出版